# 闾阳县
闾阳县，中国古县名。
金朝天会八年（1130年）改奉陵县置，治所在今辽宁省北镇市西南观音洞附近。大定二十六年（1186年），移治今北镇市西南闾阳驿村。属广宁府。元朝时，属广宁路。明朝初废为驿。